# 고영삼
고영삼(高永三, 1971년 5월 7일~)은 대한민국의 권투 선수, 지도자로 1996년 하계 올림픽 헤비급에 참가했다. 또한 1994년 아시안 게임 라이트헤비급에서 은메달을 획득했다.

## 개인사
1998년 4월 연인인 이수진과 결혼했으며 아들인 태양과 딸인 하늘을 두었다.

## 수상
- 체육포장(1998년 11월 11일)